# Novallas
Novallas ist ein nordspanischer Ort und eine Gemeinde (municipio) mit 859 Einwohnern (Stand: 2024) im Nordwesten der Provinz Saragossa im Westen der Autonomen Region Aragonien. Der Ort gehört zur bevölkerungsarmen Serranía Celtibérica.

## Lage und Klima
Der Ort Novallas liegt am Río Queiles ca. 20 km (Luftlinie) nördlich der maximal ca. 2315 m hohen Sierra de Moncayo etwa 88 km (Fahrtstrecke) nordwestlich der Provinzhauptstadt Saragossa nahe der Grenze zur Provinz La Rioja in einer Höhe von ca. 420 m; die sehenswerte Kleinstadt Tarazona befindet sich nur ca. 5 km südlich. Das Klima ist gemäßigt bis warm; Regen (ca. 465 mm/Jahr) fällt mit Ausnahme der Sommermonate übers Jahr verteilt.

## Bevölkerungsentwicklung
| Jahr      | 1857  | 1900  | 1950  | 2000 | 2017 |
| Einwohner | 1.077 | 1.504 | 1.606 | 731  | 838  |

Die Mechanisierung der Landwirtschaft, die Aufgabe bäuerlicher Kleinbetriebe und der damit verbundene Verlust von Arbeitsplätzen führten in der zweiten Hälfte des 20. Jahrhunderts zu einem deutlichen Rückgang der Bevölkerungszahl (Landflucht).

## Wirtschaft
Jahrhundertelang lebten die Bewohner des Ortes direkt oder indirekt als Selbstversorger von der Landwirtschaft, zu der auch die Viehhaltung gehörte. Heute spielen Obstbaumplantagen und Weinbau wesentliche Rollen im Wirtschaftsleben des Ortes; außerdem werden Ferienwohnungen (casas rurales) vermietet.

## Geschichte
Keltiberische, römische und westgotische Siedlungsspuren wurden bislang nicht entdeckt. Im 8. Jahrhundert drangen arabisch-maurische Heere bis ins obere Ebro-Tal vor; um das Jahr 1120 wurde die Gegend von Alfons I. von Aragón zurückerobert (reconquista). Später gehörte sie zum Haus Luna und war zwischen den Königreichen Aragón und Kastilien umstritten (Guerra de los Dos Pedros 1356–1369); dieser Streit endete erst mit der Eheschließung der Katholischen Könige Isabella I. von Kastilien und Ferdinand II. von Aragón im Jahr 1469. Nach der Eroberung des Königreiches Granada (1492) wurden zahlreiche Muslime nach Aragón umgesiedelt, wo sie Verbesserungen bei der Feldbewässerung einführten; im Jahr 1610 wurden alle Moriscos aus Spanien vertrieben.

## Sehenswürdigkeiten

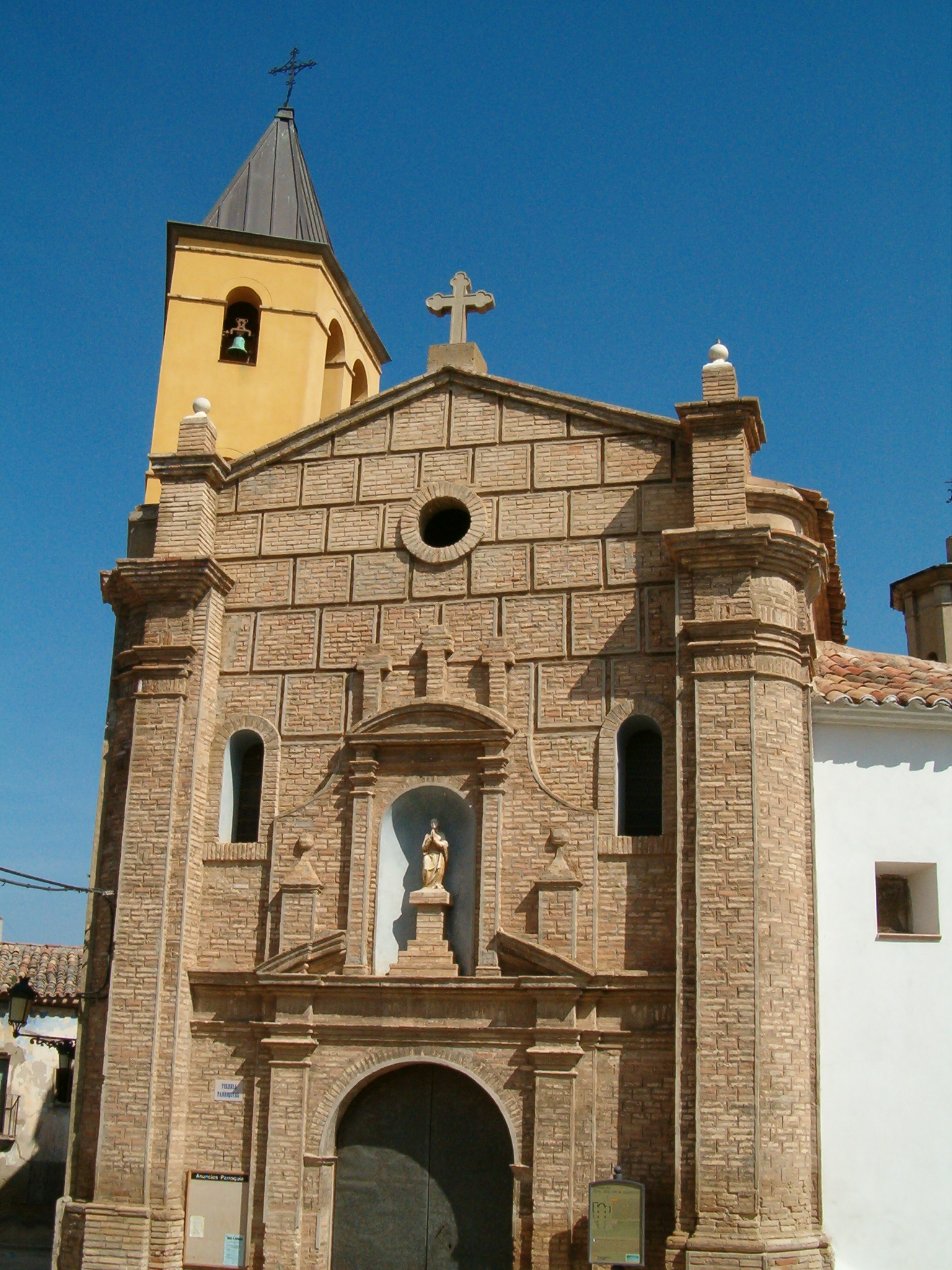
Kirche in Novallas

- Eine Burg (castillo) existierte wohl erst seit dem ausgehenden 12. Jahrhundert; danach wechselten Ort und Burg häufig den Grundherrn (señor). Während des „Kriegs der beiden Peter“ wurde die alte Burg wahrscheinlich zerstört. Der heutige Bau stammt aus der Zeit des 15. bis 17. Jahrhunderts; in dem Ende des 20. Jahrhunderts grundlegend modernisierten Bau befindet sich heute das Rathaus (casa consistorial) der Gemeinde.[5][6][7]
- Die im 17. Jahrhundert anstelle eines romanischen Vorgängerbaus errichtete Kirche La Asunción de Nuestra Señora (manchmal auch Iglesia de San Marcial) steht in der Ortsmitte. Die halbrunde Apsis der romanischen Kirche ist noch erhalten. Die in Teilen dreischiffige Kirche verfügt über eine reiche Innenausstattung.[8][9]
- Das Museo Casa de Novallas erinnert an das bäuerliche Leben vergangener Zeiten und präsentiert diesbezügliche Gegenstände.[10]